# Nicolaas Despars

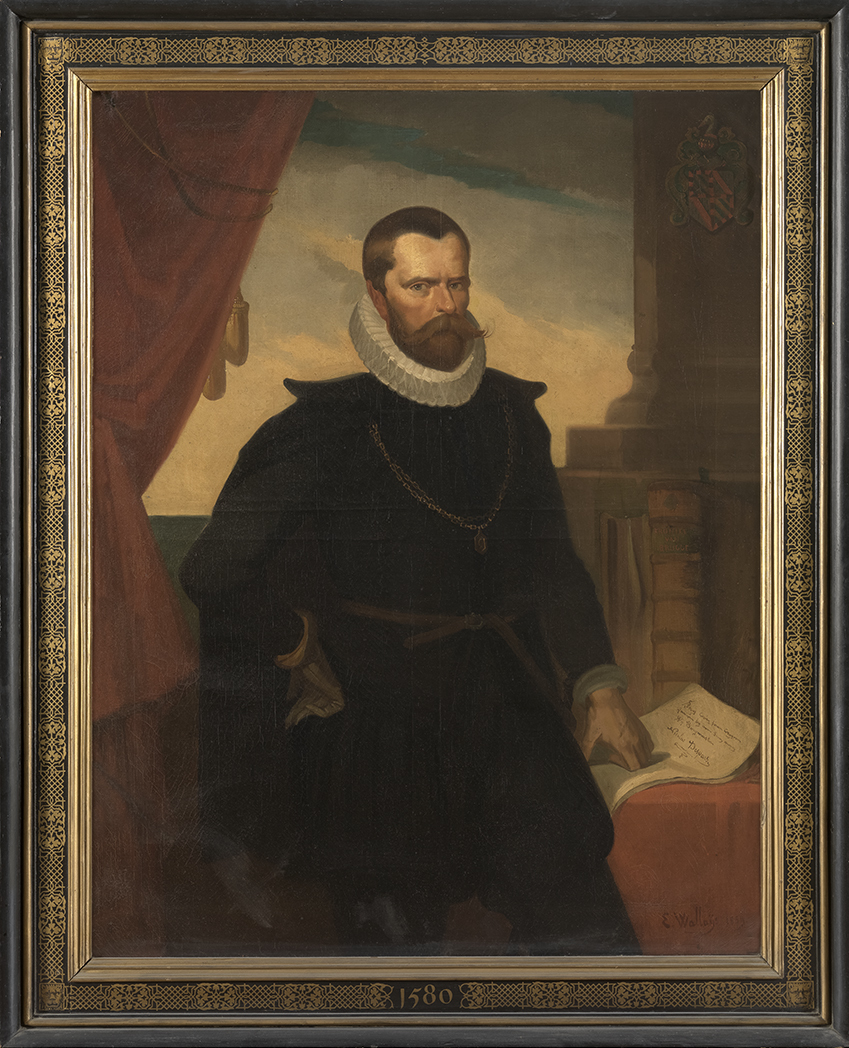
Portret van Nicolaas Despars als burgemeester van Brugge door Eduard Wallays (1839), Groeningemuseum.

Nicolaas Despars (Brugge, 1522 - 29 november 1597) was burgemeester van Brugge en historicus.

## Levensloop
Despars behoorde tot de familie Despars, een vooraanstaande Brugse familie, bedrijvig in de internationale handel, die adellijk was geworden. Hij behaalde het diploma van meester in beide rechten en erfde de adellijke titel en heerlijkheden die aan de familie toebehoorden. Dit hield onder meer in dat hij het kasteel Ten Berghe bezat en heer van Koolkerke was. 
Hij was de zoon van Cornelius Despars en Catharina Strabant. Hij trouwde in 1549 met Anna Avesoete, dochter van Adriaan Avesoete genaamd Claeyssone, heer van Ryckevelde. Ze hadden twee zoons, Cornelius en Jacob. Nadat Anna in 1570 overleden was, hertrouwde hij met Anna le Duelly, dochter van de secretaris van Willem van Oranje. Hij trouwde nog een derde maal met Catharina van Zomergem (†1591), de weduwe van Nicolaas Boulengier.
Zijn twee zoons voor hem en kinderloos overleden zijnde, was zijn neef Eneas van Marivoorde zijn algemene erfgenaam.

## Stadsbestuurder
Nicolaas Despars speelde, in het kielzog van andere familieleden, een rol in het Brugse stadsbestuur.
Hij was hoofdman van het Sint-Janssestendeel in 1557 en 1561 en raadslid in 1548-1550 en 1564-1565. Hij was schepen voor de jaren 1553-55, 1563-64, 1565-66 en 1574-75. Hij was burgemeester van de schepenen vanaf 2 september 1578. Hij bekleedde dus het hoogste gemeentelijk ambt bij de aanvang van het Calvinistisch bestuur (1578-1584) wat minstens een welwillende neutraliteit tegenover het nieuwe geloof kan doen vermoeden.  Hij was het immers niet eens met de repressieve aanpak van de hertog van Alva en gaf zijn vertrouwen aan Willem van Oranje. In september 1579 werd hij opgevolgd door een honderd procent calvinist, Jacob de Chantraines. Hij verdween tijdens de volgende jaren uit het openbaar leven.
Op 28 maart 1584 werd Despars opnieuw burgemeester van de schepenen in wat een eerste katholiek bestuur was, na de calvinistische republiek. Terwijl de overtuigde calvinisten de stad ontvluchtten, behoorde hij tot de deputatie die naar Alexander Farnese, hertog van Parma werd gestuurd om een vreedzame inname van de stad te organiseren. Toen dit einde juni 1584 was gebeurd, werd op 2 september 1584 een volledig nieuw bestuur aangesteld, onder het burgemeesterschap van de Spanjegetrouwe Jan Pardo, heer van Fremicourt. De bejaarde Despars verdween toen voorgoed uit het stadsbestuur. 
Despars was voogd van het hospitaal van de Potterie en van het godshuis Nazareth.

## Historicus
Despars heeft vooral herinneringen nagelaten met zijn geschriften, in de eerste en voornaamste plaats zijn Chronycke van den Lande ende Graefscepe van Vlaanderen, waar hij aan schreef tussen 1562 en 1592.
Zoals meestal het geval was in die tijd, werd een groot deel overgeschreven van vorige kroniekschrijvers, aangevuld met een aantal originele delen, vooral dan over de recentste periodes. Hij kon ook gebruikmaken van de nagelaten geschriften van zijn grootvader Jacob Despars.
Nicolaas Despars is de voornaamste bron van gegevens over de activiteiten van het ridderlijk gezelschap van de Witte Beer in Brugge. Een paar leden van de familie Despars behoorden tot de laatste bestuurders van deze in 1488-89 ter ziele gegane vereniging. Het is waarschijnlijk dat Despars over de archieven van de vereniging beschikte.
Zijn werk bleef lang in handschrift, maar werd niettemin geraadpleegd door latere kroniekschrijvers en historici. Voor zijn kronieken maakte Charles Custis in de achttiende eeuw uitgebreid gebruik van het werk van Despars.

## Gruuthusehandschrift
Door verschillende historici (Noël Geirnaert, Jan Dumolyn) werd op het einde van de 20ste eeuw de hypothese geuit dat het Gruuthusehandschrift werd bewaard bij de familie Despars, meer bepaald bij Nicolaas Despars en eeuwen bij die familie en haar nazaten bleef, tot het bij de familie de Croeser terechtkwam die de feodale erfgenamen waren en langs die weg bij de familie van Caloen. Het zou dus niet langs de nazaten van Borselen bij de van Caloens zijn terechtgekomen.

## Publicatie
De Brugse stadsdrukker Andreas Wyts gaf tussen 1726 en 1736 de 'Chronyke van Vlaenderen' van Despars uit in drie delen (vier banden) onder de titel: Chronyke van Vlaenderen Vervattende haere Vindinge, Naem, eerste Apostelen van het Christen Geloof, haer eerste Bestierders, Fondatien en Stichten. [...] Beginnende in 't Jaer ons Heeren Jesu Christi 621. tot ’t eynde des Jaers 1725, Folio in-4 en geïllustreerd met een kaart van Vlaanderen, 33 in hout gegraveerde portretten (eerste deel) en verder ca. 55 gegraveerde tekstillustraties.
Schoolmeester en historicus J. A. De Jonghe gaf tussen 1837 en 1840 ook de tekst van de 'Chronycke' van Despars uit, naar het handschrift dat tegenwoordig deel uitmaakt van de collecties van de Brugse stadsbibliotheek: Cronycke van den Lande ende Graefscepe van Vlaenderen, Van de jaeren 405 tot 1492, 4 boekdelen in 8°.

## Praalgraf
Nicolaas Despars liet voor zich een praalgraf oprichten in de kerk van het hospitaal van de Potterie. Dit praalgraf is er nog steeds aanwezig.

## Eerbetoon
In de jaren 1860 besliste het stadsbestuur van Brugge de vernieuwde 'Bezemstraat', gelegen in het oude centrum van de stad, om te dopen tot Nicolaas Desparsstraat (nu Niklaas Desparsstraat).